# Le Meurice
Pour les articles homonymes, voir Meurice.
Le Meurice est un établissement hôtelier classé 5 étoiles de style néo-classique, fondé par Charles-Augustin Meurice en 1835. Il est situé au 228, rue de Rivoli dans le 1er arrondissement de Paris.
Il bénéficie de la distinction « Palace » en 2011 puis de celle d'entreprise du patrimoine vivant en 2012. Il appartient au groupe hôtelier Dorchester Collection, également propriétaire du Plaza Athénée.

## Situation
L'hôtel jouit de vues sur l'ensemble du jardin des Tuileries, le Louvre, la tour Eiffel, ainsi que sur le début de l'avenue des Champs-Élysées et la place de la Concorde. 
Trois axes entourent l'hôtel, à savoir la rue de Rivoli, la rue de Castiglione et la rue du Mont-Thabor. 

## Histoire

### XIXesiècle
En 1811, le promoteur immobilier François Corbie, achète une parcelle de la rue de Rivoli en vue d'y faire construire un immeuble de rapport sur le modèle architectural des architectes de l'empereur Napoléon Ier, Charles Percier et Pierre Fontaine.
En 1818, Charles-Augustin Meurice, déjà propriétaire de l'hôtel Meurice de Calais, ouvre un hôtel de luxe au terminus de la diligence Paris-Calais, au no 223 de la rue Saint-Honoré et y applique une stratégie adressée aux touristes anglais qui souhaitent alors retrouver, lors de leurs voyages sur le continent européen, le confort et les commodités auxquels ils sont habitués chez eux. Le Meurice offre alors le « service palace ».
En 1835, Charles-Augustin Meurice décide le déménagement de son hôtel de la rue Saint-Honoré en vue de s'agrandir, et fonde son nouvel établissement sur son emplacement actuel, au no 228 de la rue de Rivoli, pourvu alors de 160 chambres. 
En 1855, lors d'une visite officielle auprès de l'empereur Napoléon III et de son épouse, la reine Victoria y séjourne et tout le premier étage est alors entièrement rénové à cette occasion. 
En 1889, Henri-Joseph Scheurich, nouveau propriétaire, ayant doté l'hôtel du téléphone, il devient le premier de la capitale à en être équipé. 

### XXesiècle
Au début du XXe siècle, Le Meurice change de direction. En 1898, pour concurrencer l'hôtel Ritz, ouvert cette année-là sur la place Vendôme voisine, Arthur Millon, propriétaire, s'associe à Frédéric Schwenter en vue de faire évoluer l'établissement. De grands travaux, en deux phases, sont alors lancés entre 1898 et 1907. L'hôtel Métropole donnant sur la rue de Castiglione est acquis pour étendre la superficie existante. Les deux associés engagent alors l'architecte Henri-Paul Nénot qui procède, comme pour beaucoup d'immeubles de la capitale, à un façadisme sur les deux immeubles qui, à l'exception des façades classées, sont entièrement détruits puis reconstruits en conservant le style Louis XVI d'origine. L'hôtel se retrouve alors équipé des dernières évolutions modernes : salle de bains, téléphone, sonneries électriques pour les domestiques, ascenseur, etc.
De cette époque, Le Meurice conserve le Grand Salon Pompadour, la salle de restaurant, le Salon Fontainebleau, le Bar 228, avec les fresques du peintre Alexandre-Claude-Louis Lavalley, réalisées de 1905 à 1907, et la verrière de fer forgé qui abritait le hall. 
C’est, dit-on, au cours de ces travaux que les ouvriers recueillent un lévrier errant sur le chantier dont le personnel fait alors sa mascotte, et qui deviendra par la suite l'emblème de l'hôtel. Surnommé « l'hôtel des rois », l'établissement devient rapidement le repaire des têtes couronnées et de l'aristocratie européenne. En 1931, par exemple, alors en exil en France, le roi Alphonse XIII d'Espagne y réside et en fait le siège de son gouvernement.

#### L'occupation allemande
Durant l'Occupation, entre septembre 1940 et août 1944, l'hôtel Meurice sert à la fois de quartier général du commandement militaire allemand de la garnison de Paris et de logement de fonction pour le général Dietrich von Choltitz. 

#### Après guerre

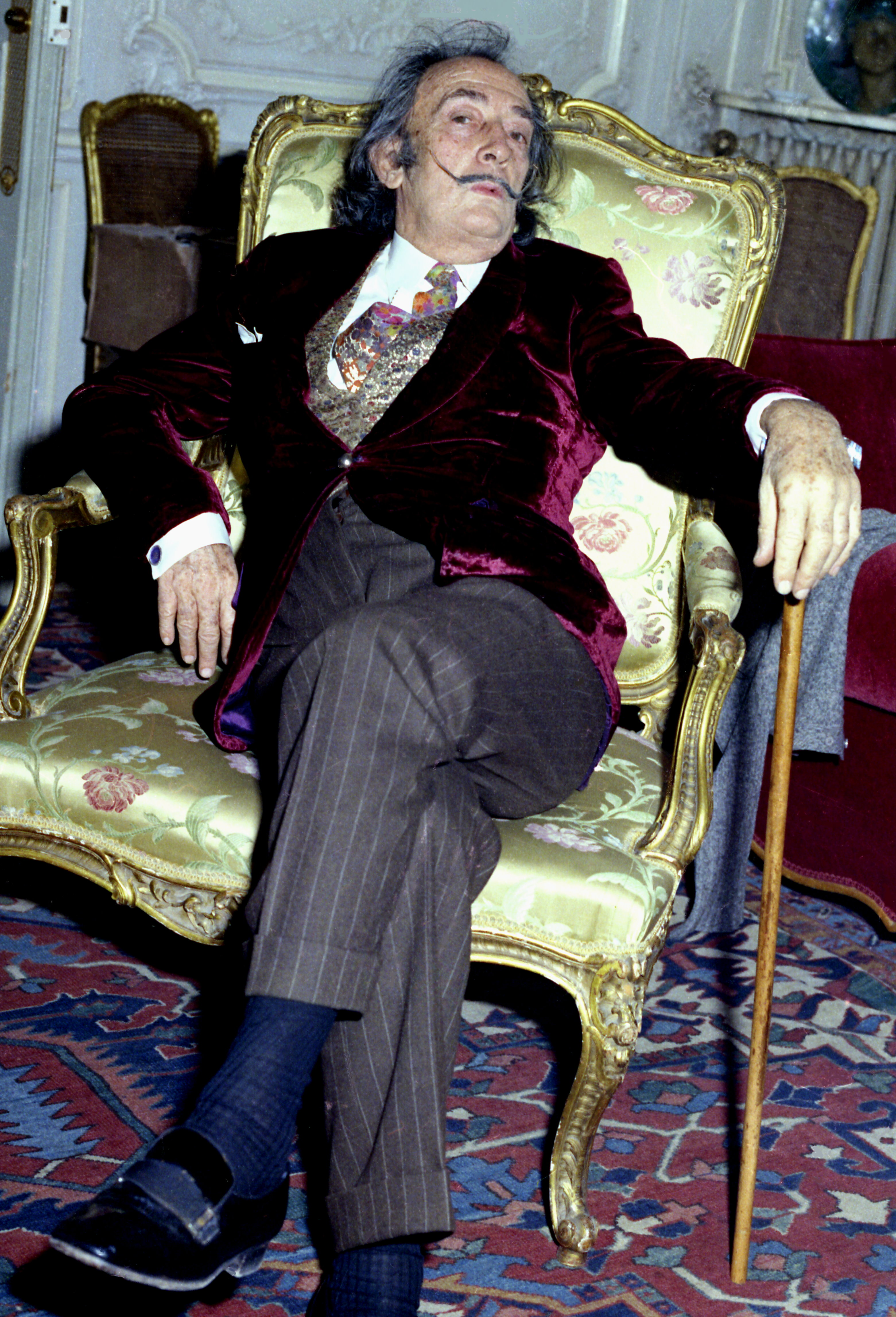
Salvador Dalí dans sa suite en 1972 (photographie d'Allan Warren).

Une campagne de rénovation est menée en 1947.
Dans les années 1950 apparaît une riche clientèle d'hommes d'affaires, stars du show-business et autres artistes ; parmi ces derniers, Salvador Dalí y réside un mois par an dans l'ancienne suite royale d'Alphonse XIII, à partir de 1959 jusqu'à son décès trente ans plus tard.
La femme de lettres Natalie Clifford Barney y meurt en 1972, s'étant établie au Meurice l'année précédente.
En 1984, l'établissement est acquis pour environ 100 millions de dollars par l'Aga Khan IV, puis revendu en 1997 à Dorchester Collection, propriété du sultan de Brunei. Entre 1998 et 2000, l'hôtel subit d'importants travaux de rénovation, restauration et modification de certains espaces, menée par Jean-Loup Roubert, architecte en chef des bâtiments civils et palais nationaux.

### XXIesiècle
En 2007, le designer Philippe Starck rafraîchit la décoration générale. En 2008, l'hôtel lance le prix Meurice pour l'art contemporain, prix suspendu depuis le 13 avril 2019.
En 2013, le chef Alain Ducasse prend les commandes des cuisines des restaurants du palace et Philippe Starck revient en 2016 pour une nouvelle campagne de décoration.
En 2018, l'hôtel ouvre La Pâtisserie du Meurice, dirigée par le chef pâtissier Cédric Grolet.

## Dans la fiction
Dans son roman Le Déjeuner des barricades (Grasset, 2017), Pauline Dreyfus raconte le déroulement de l'attribution du prix Roger-Nimier à l'hôtel Meurice, en plein Mai 68.

## Distinctions
- Depuis 2007 : restaurant gastronomique Le Meurice, 2 étoiles au Guide Michelin , par les chefs Yannick Alléno, puis Alain Ducasse.
- 2011 : « Distinction Palace »[11].
- 2012 : Entreprise du patrimoine vivant.

## Controverse
En 2013, le sultan de Brunei, Hassanal Bolkiah, décide d'appliquer la charia dans son pays, prévoyant, entre autres, la flagellation pour les femmes qui avortent ou la lapidation pour les homosexuels, ce qui entraîne une importante campagne de boycott des hôtels du groupe Dorchester Collection, dont le Meurice. Cette polémique rebondit en 2019, enchaînant une nouvelle campagne de boycott.

## Informations économiques
L'hôtel est exploité par Meurice SpA, une société par actions de droit italien immatriculée 345 034 904 au SIREN, non contrainte de publier ses comptes. Dirigée par Sofian Md Jani, elle emploie entre 400 et 499 personnes sur l'exercice 2017.

## Galerie

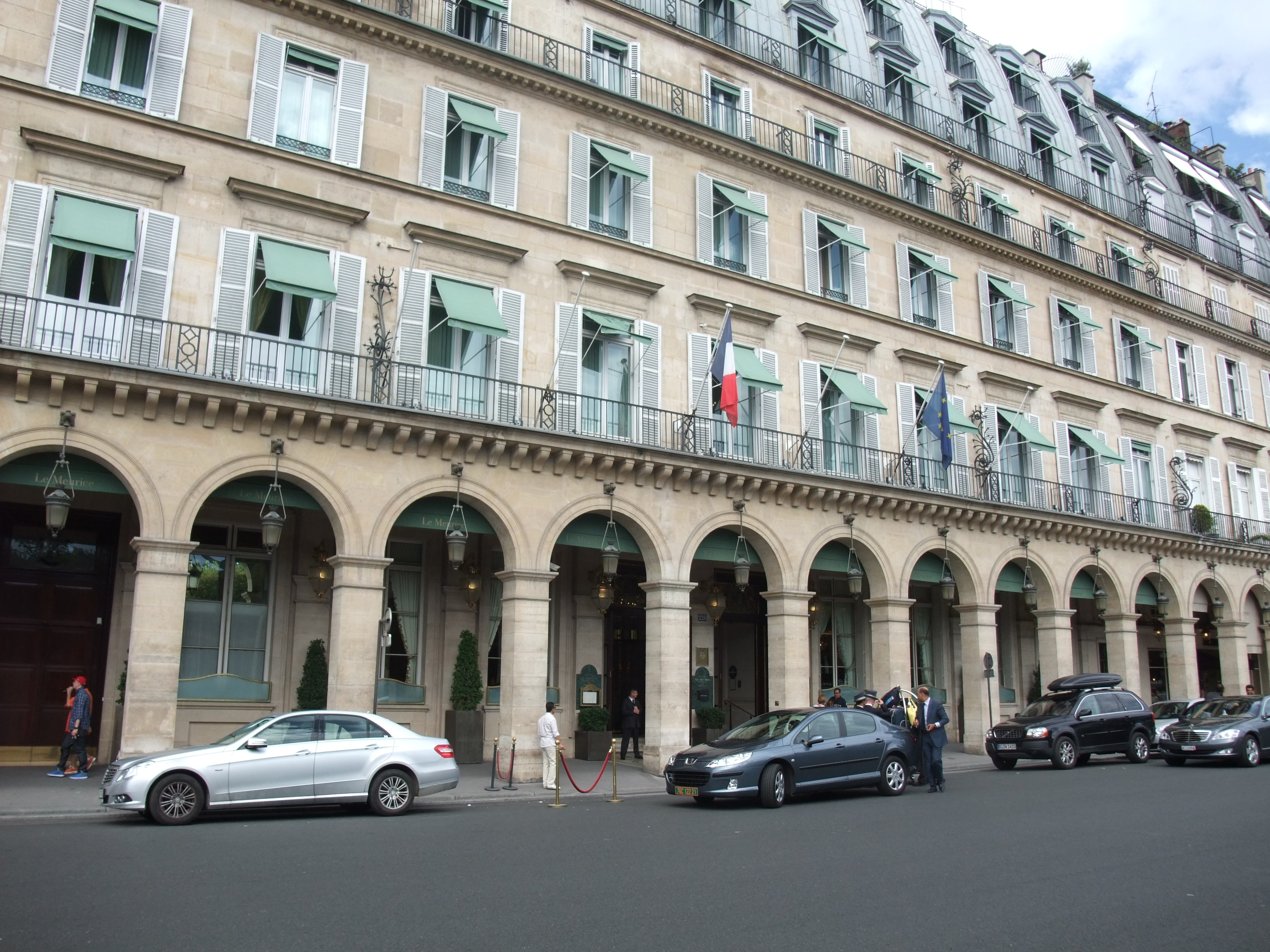
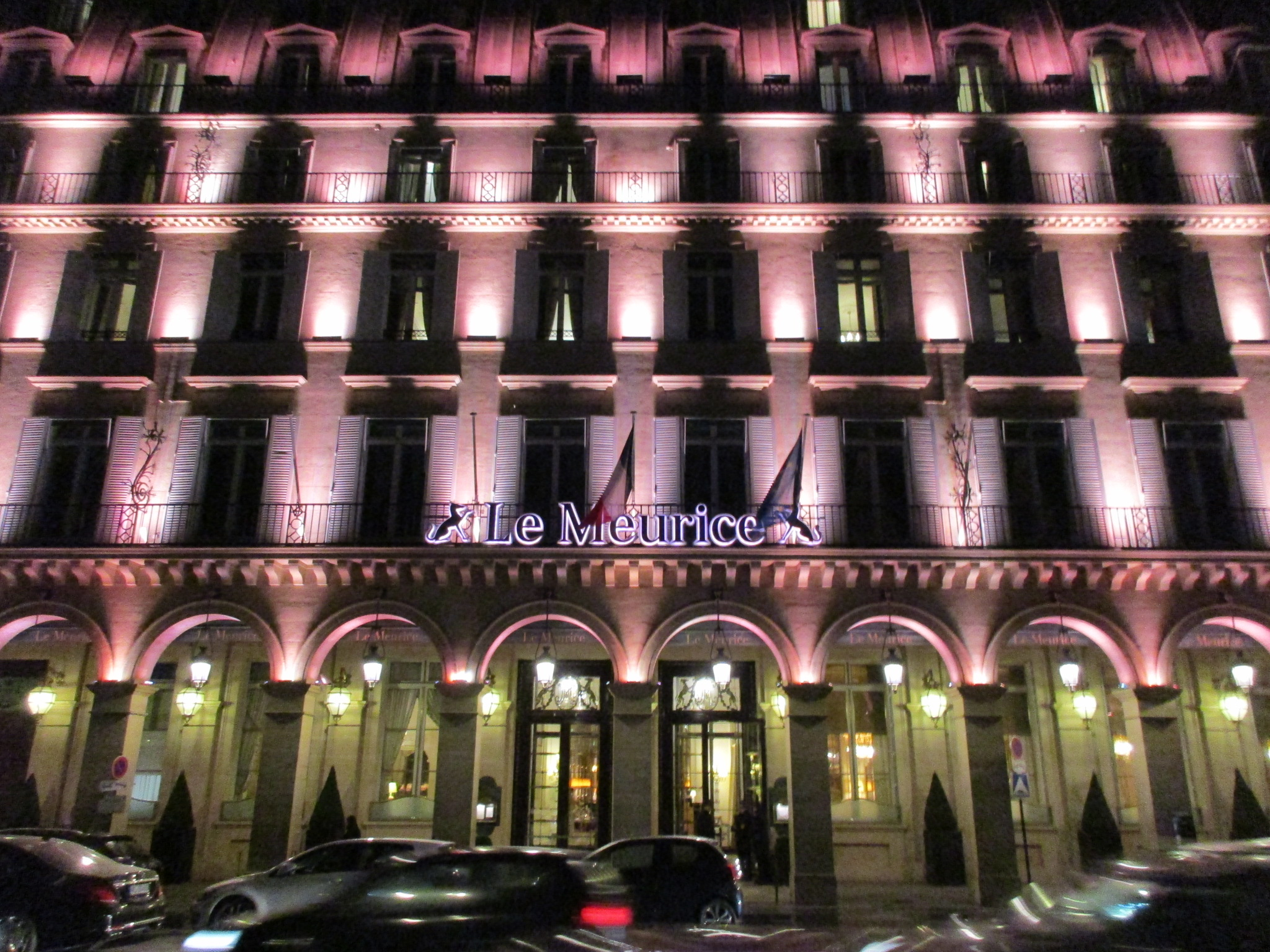
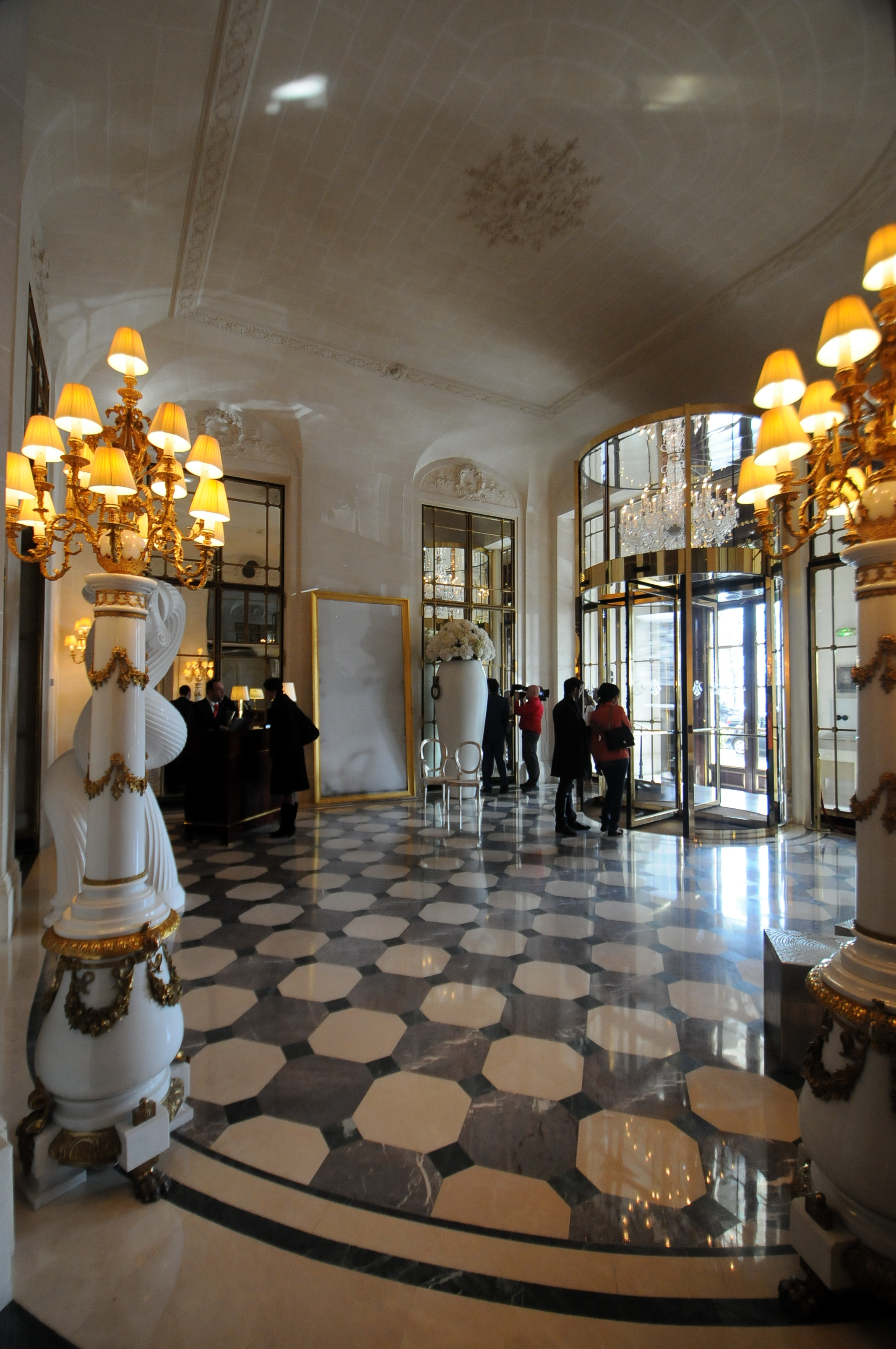
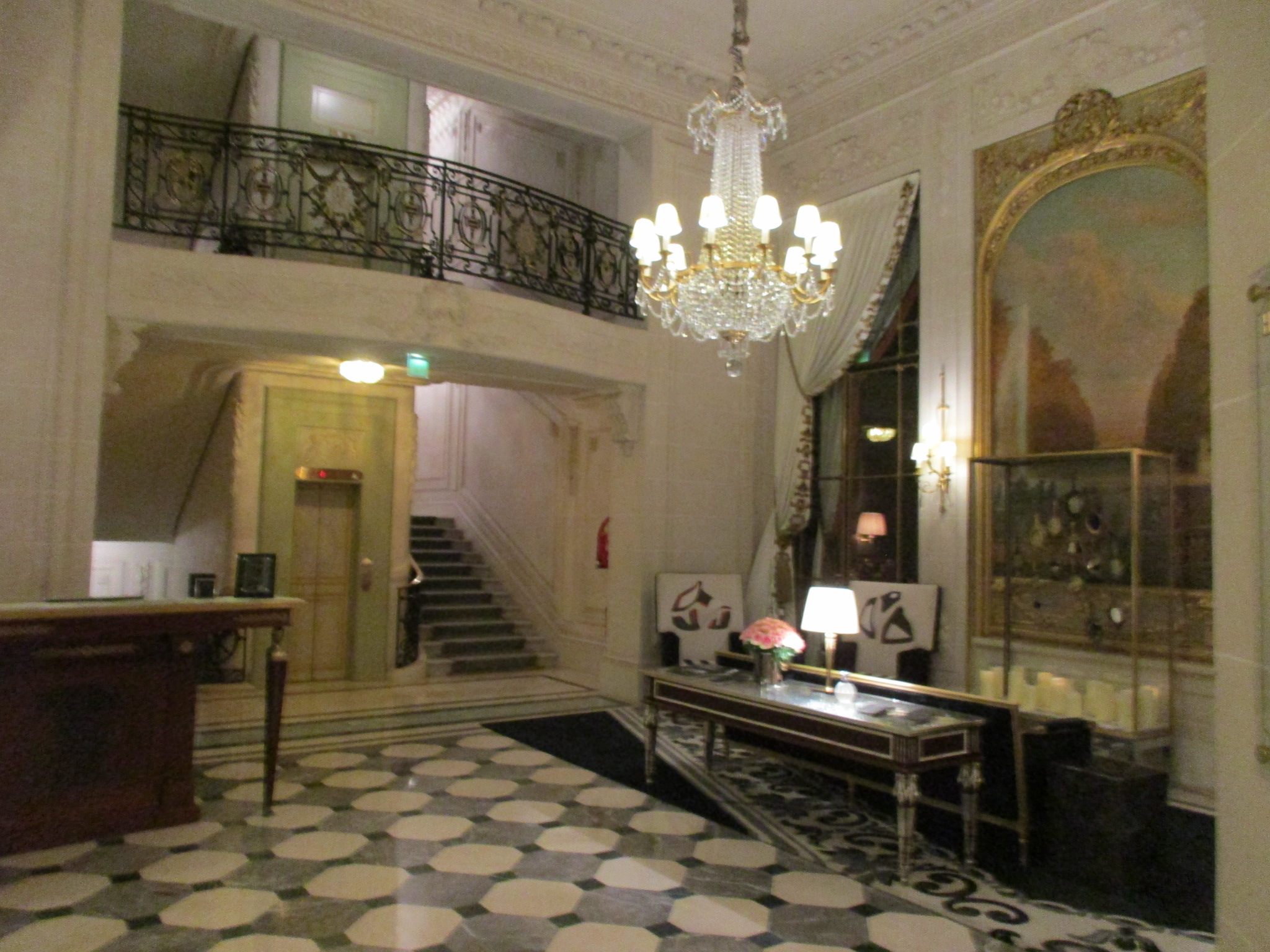

Chambres et suites
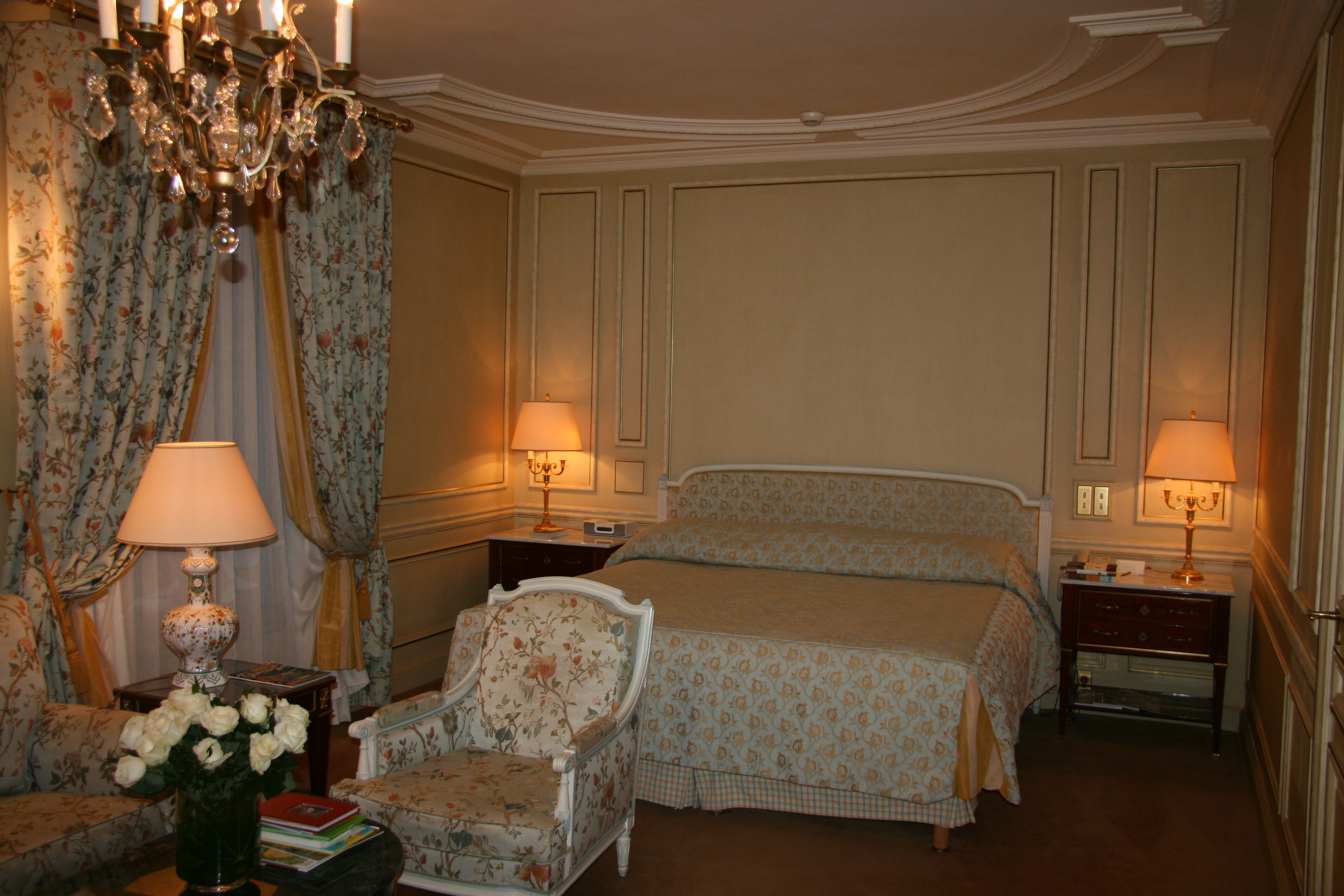
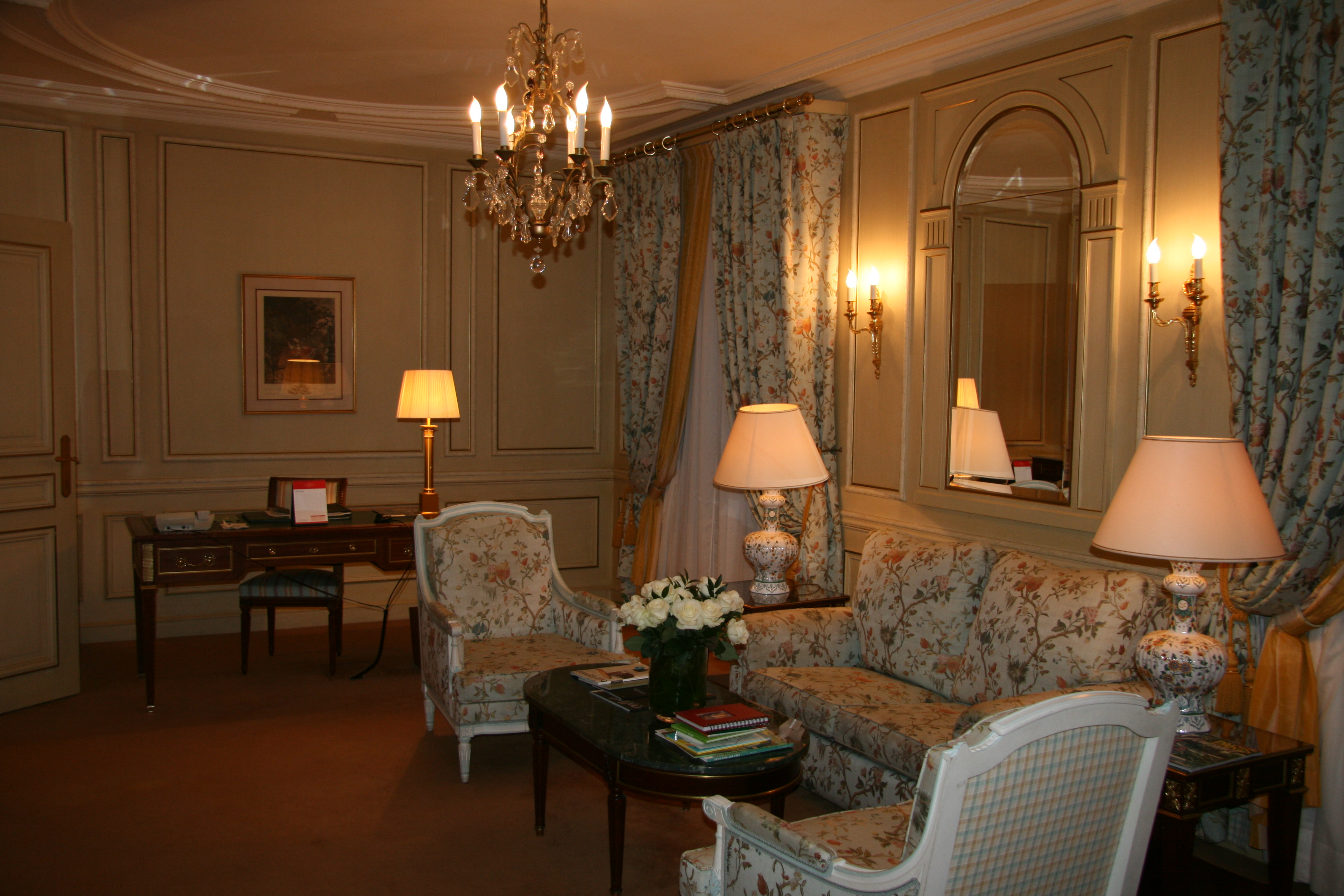
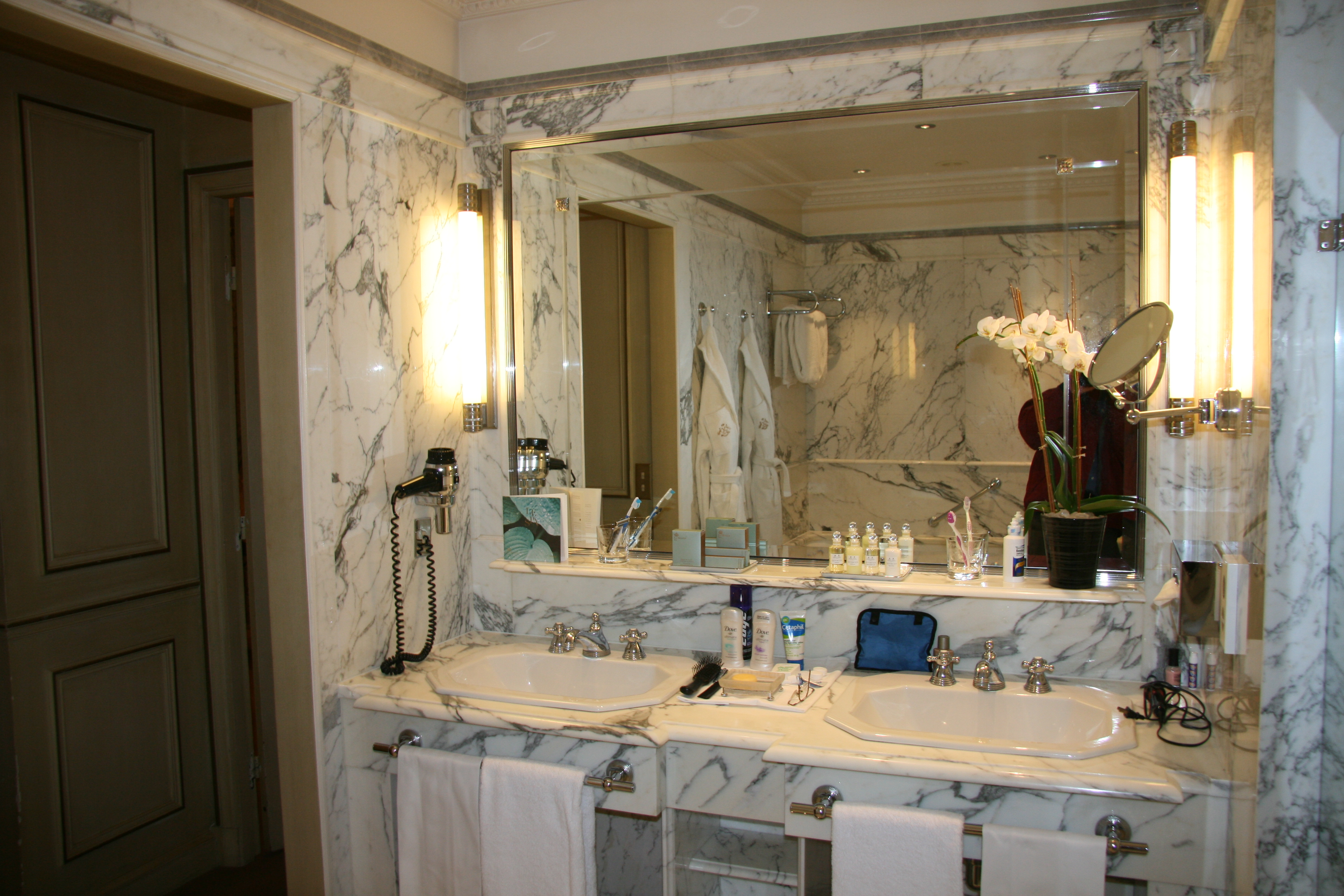

Restaurant Le Meurice
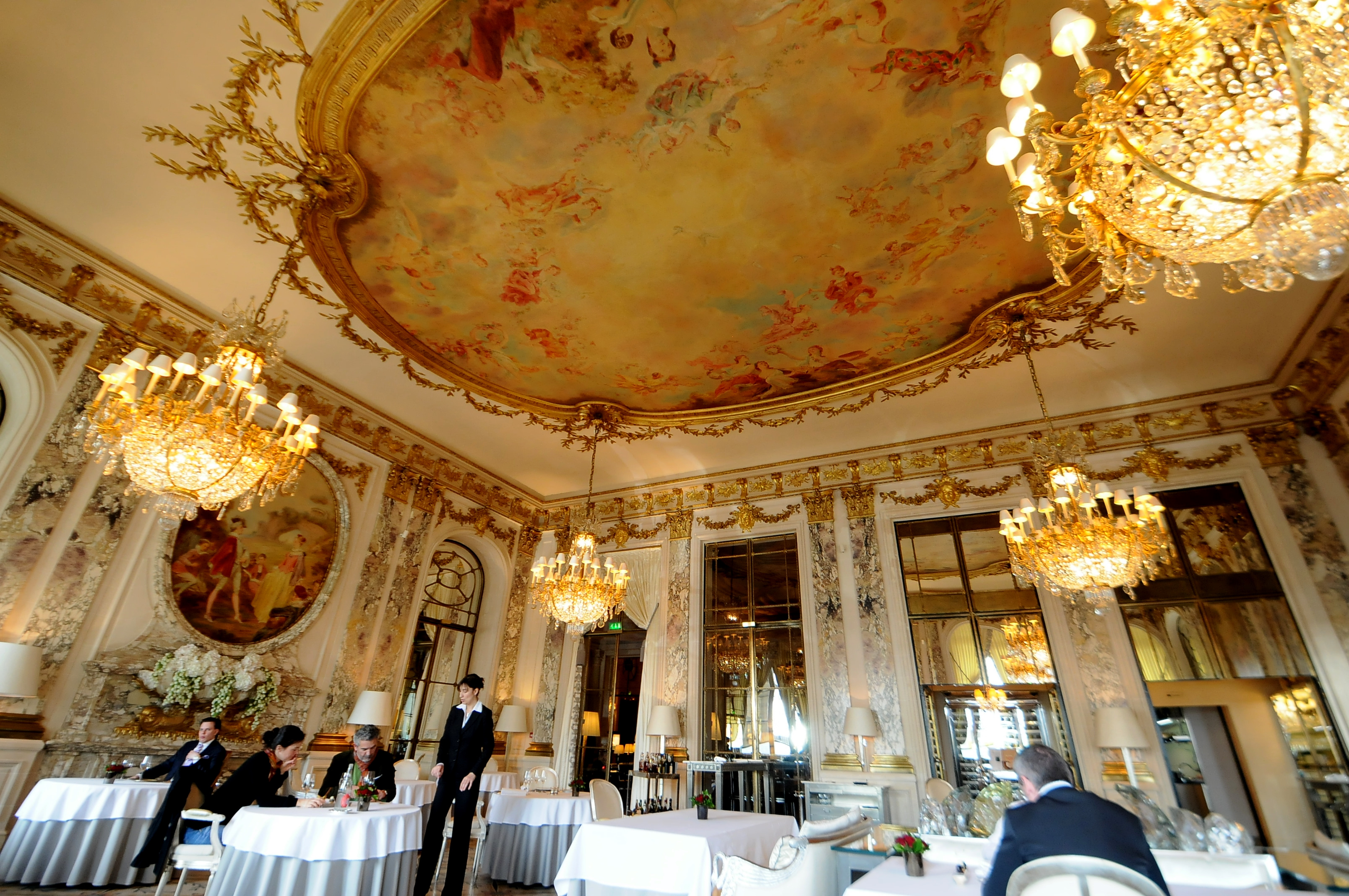
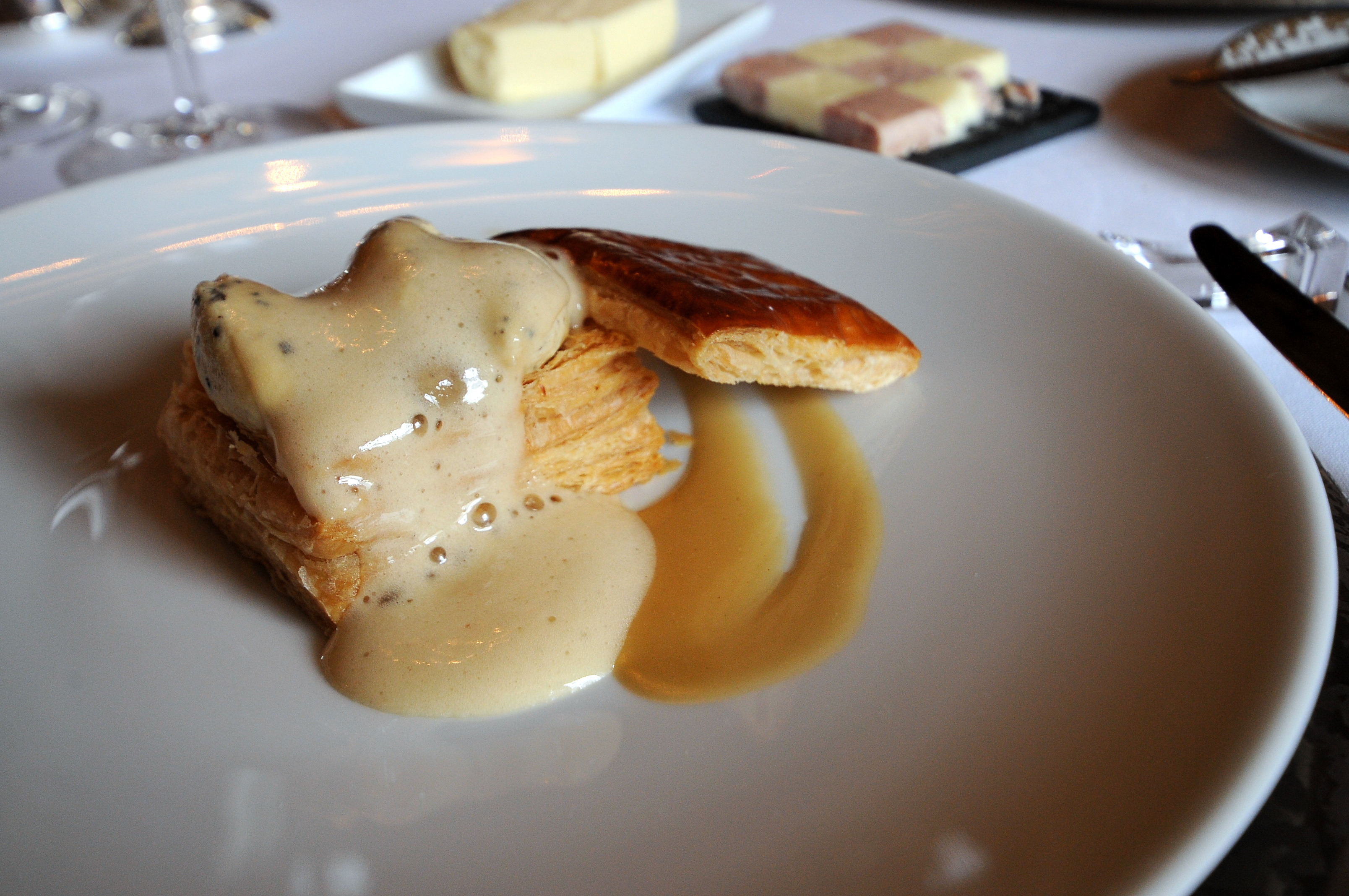
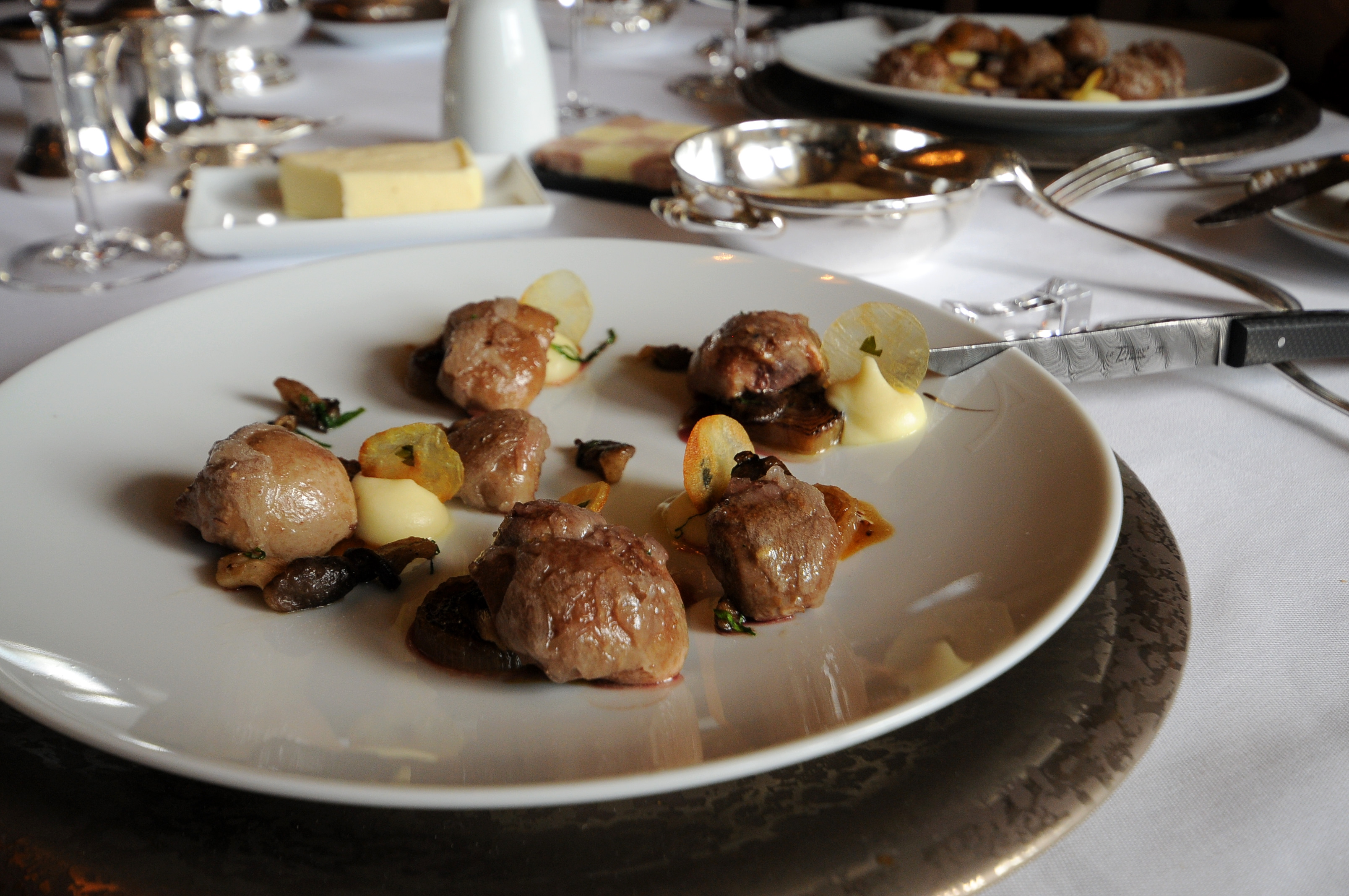
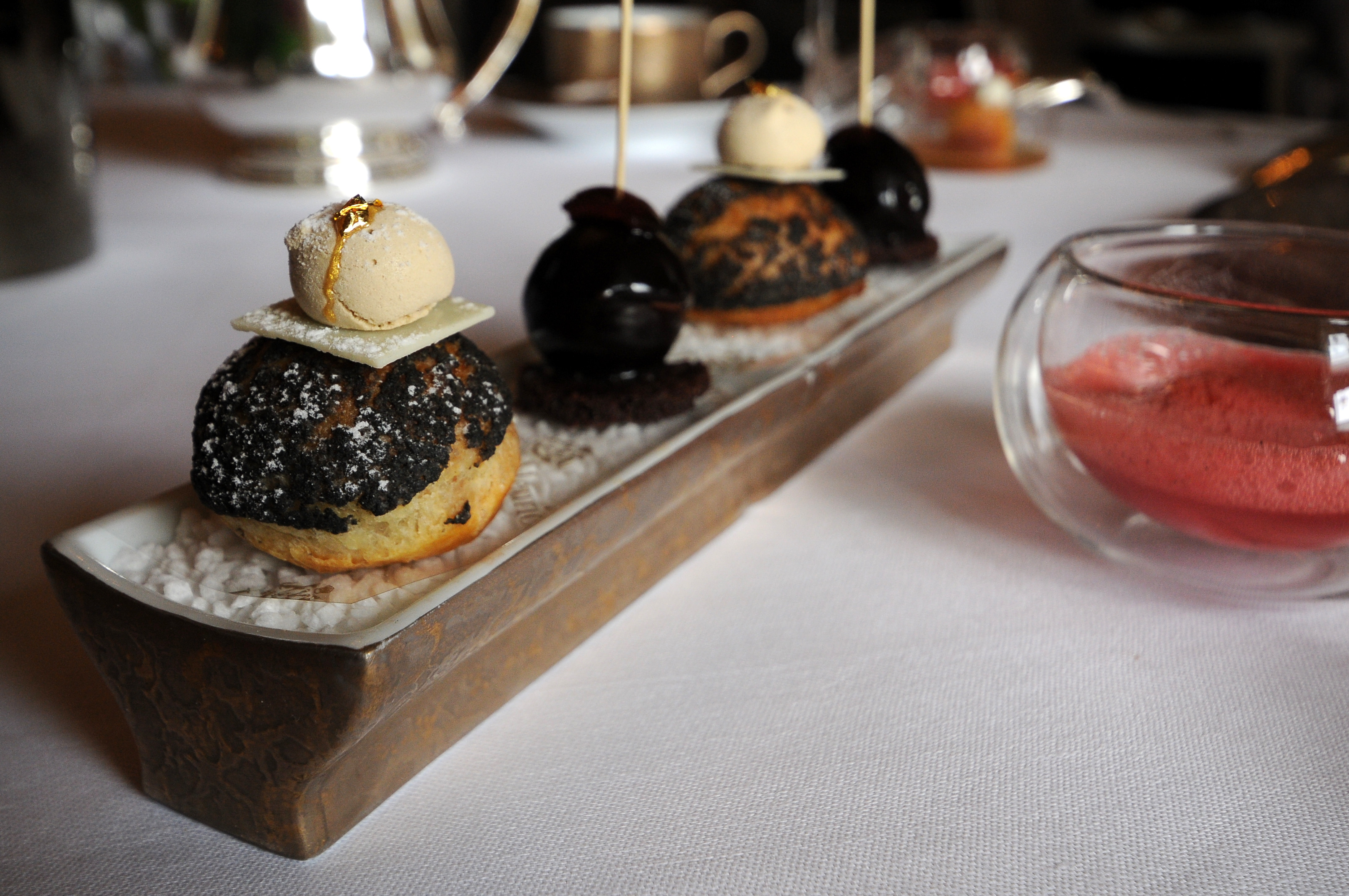

Restaurant Le Dalí
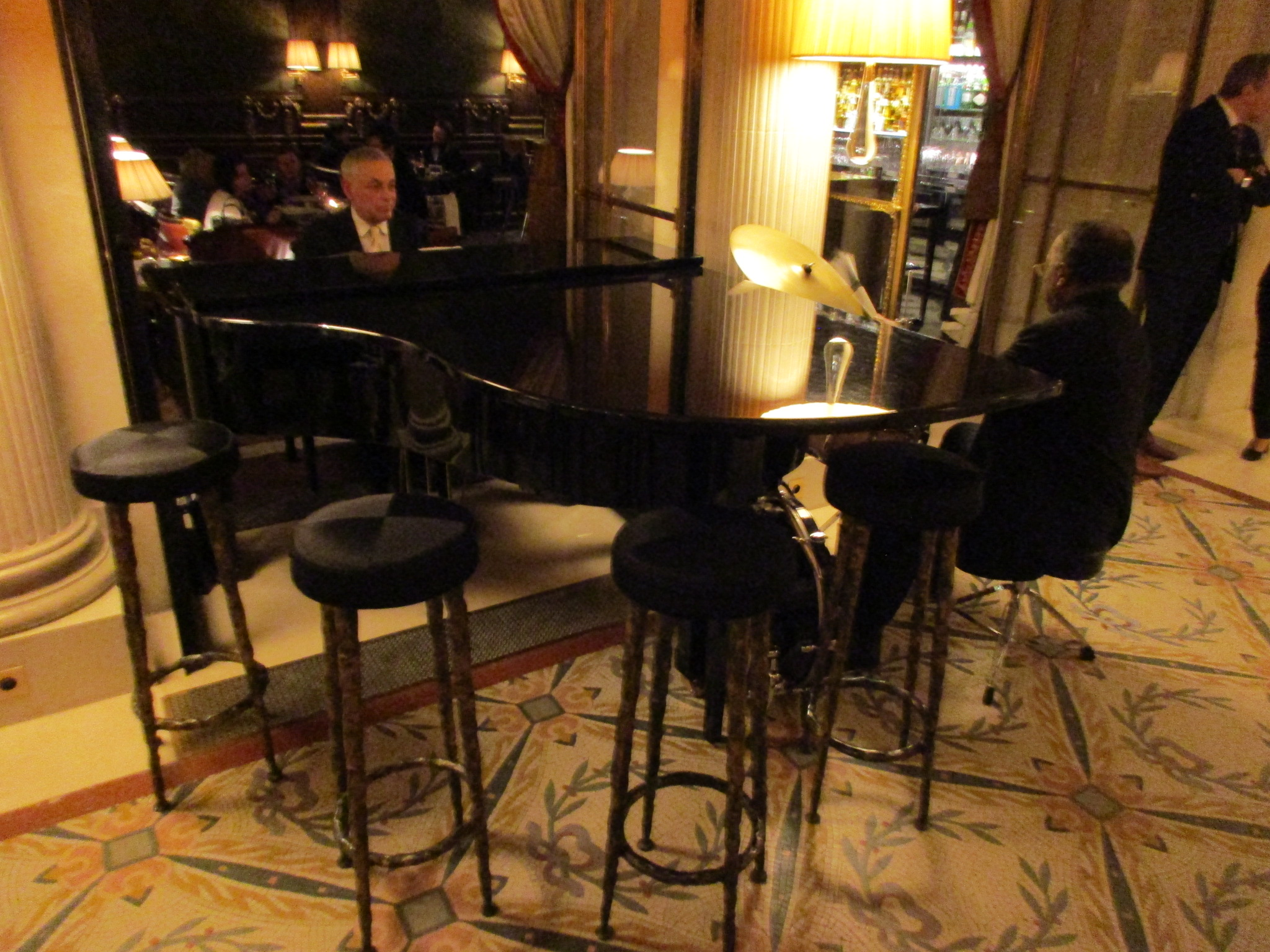
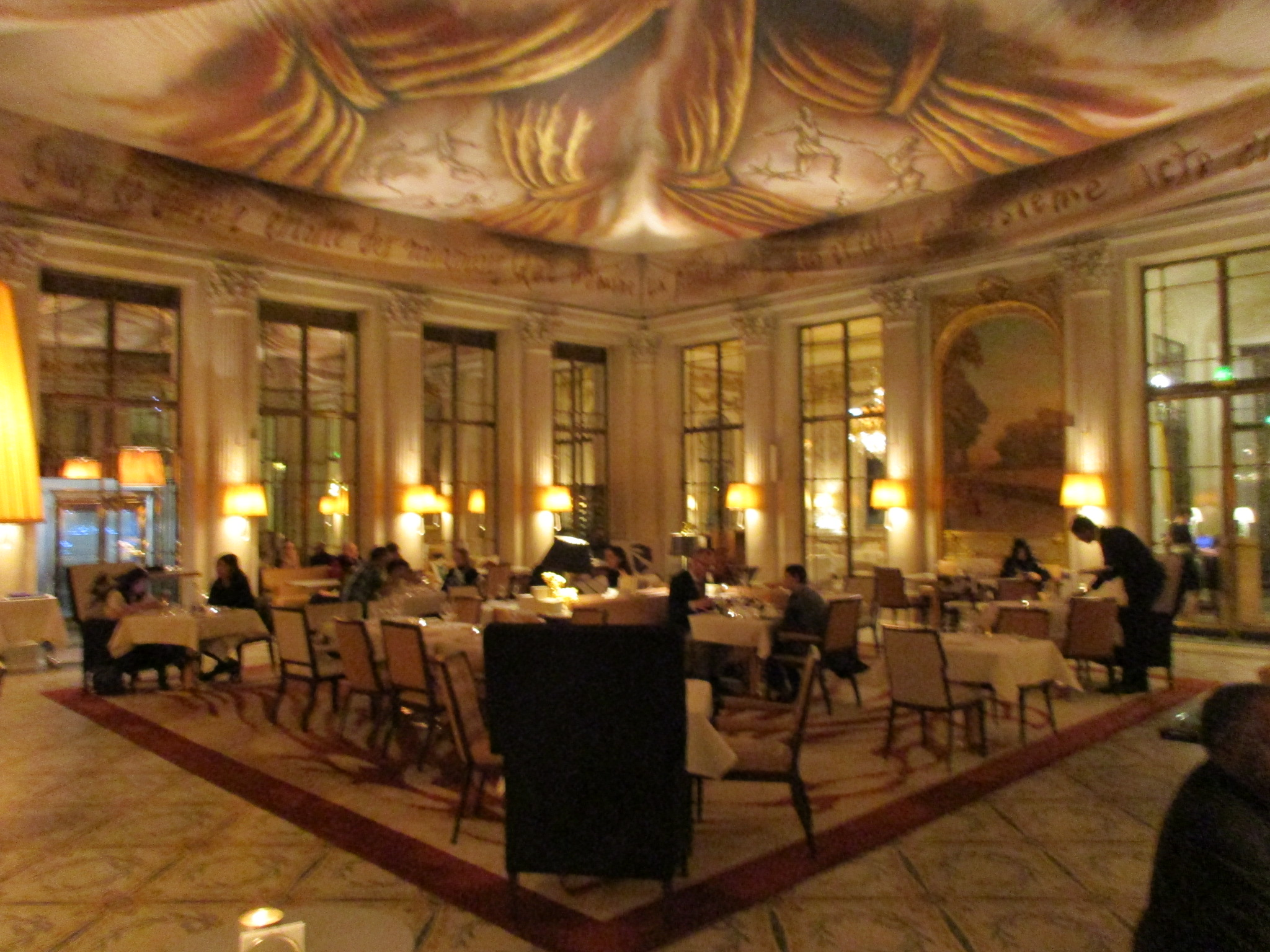
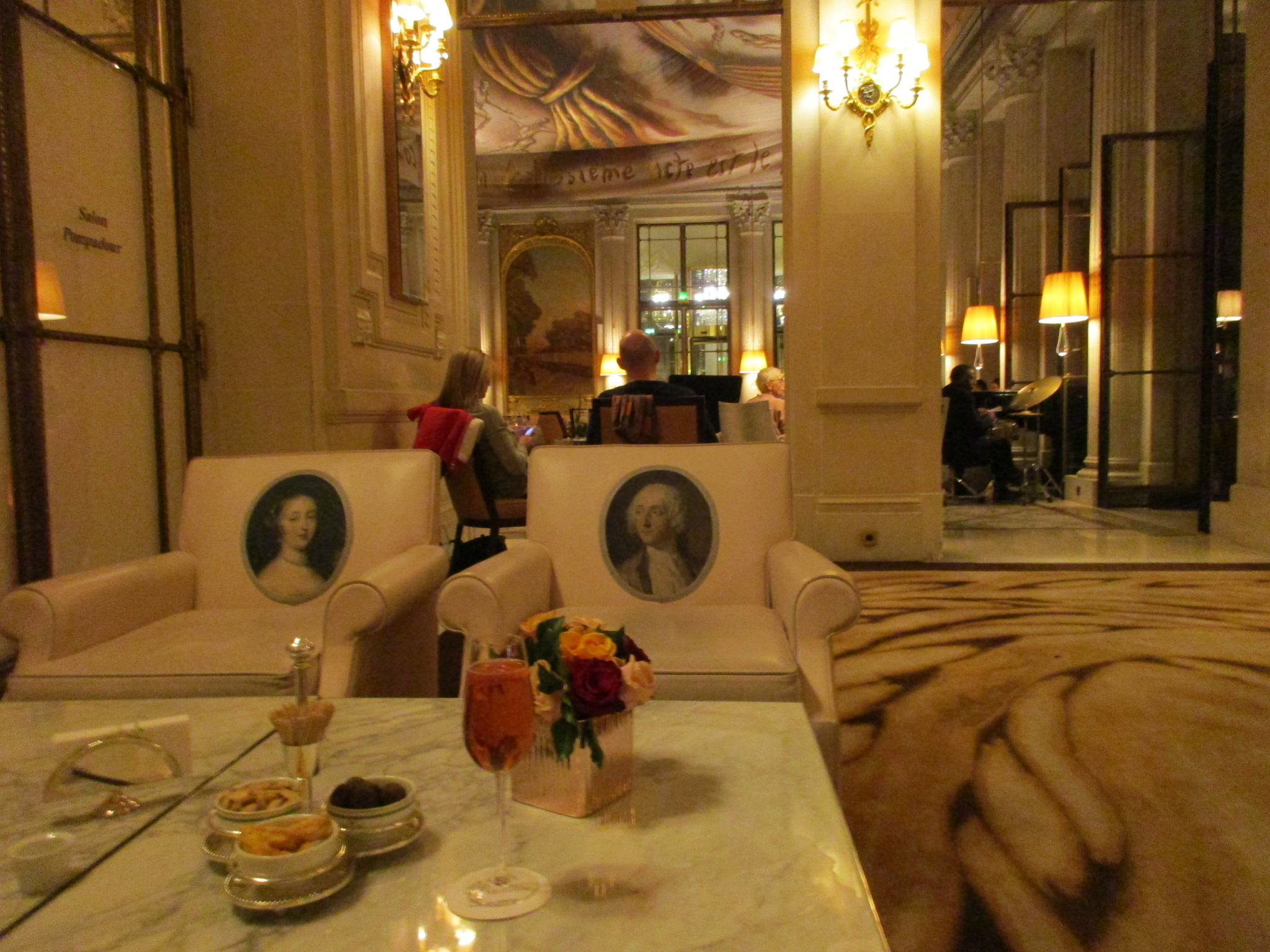
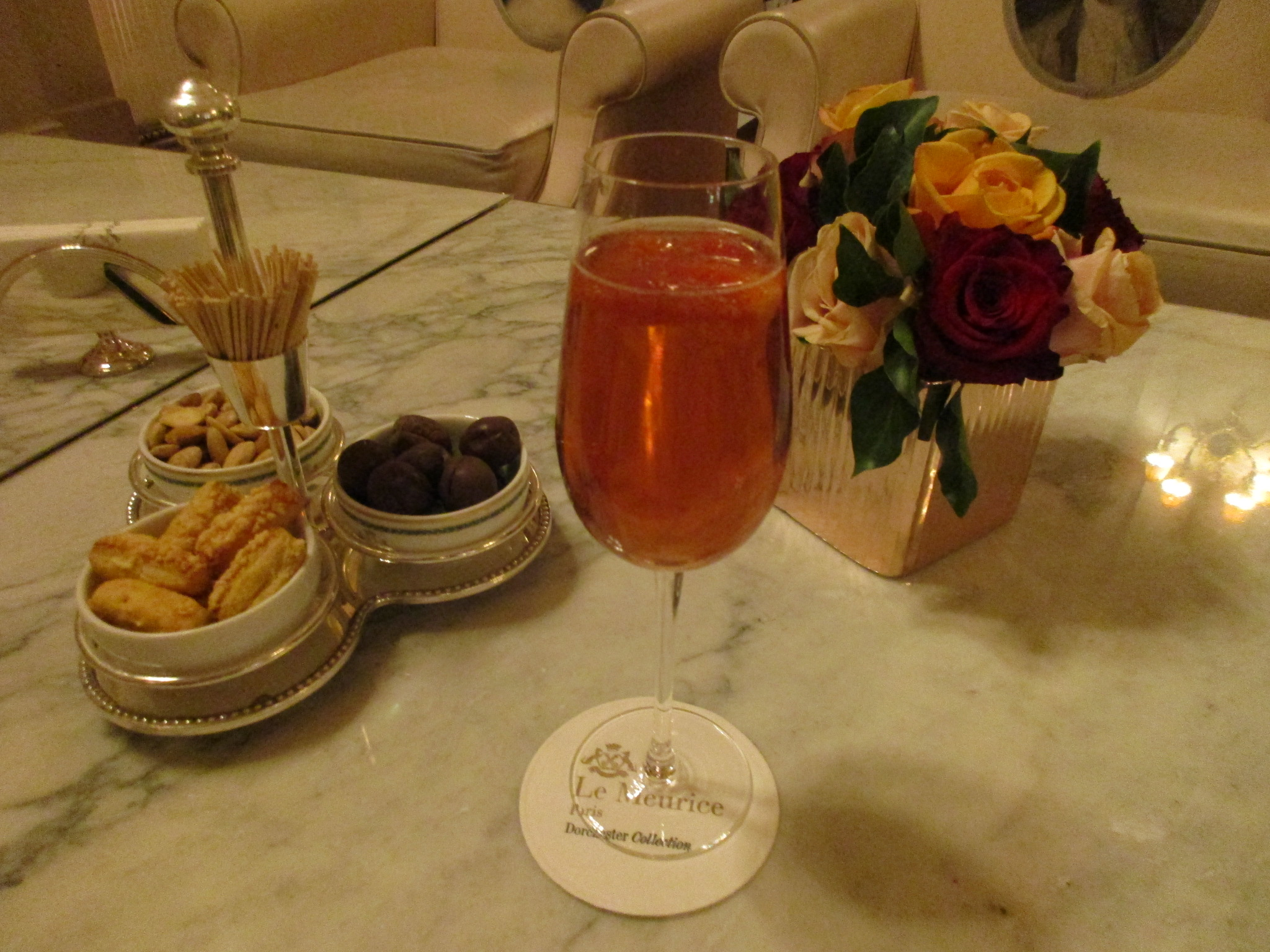
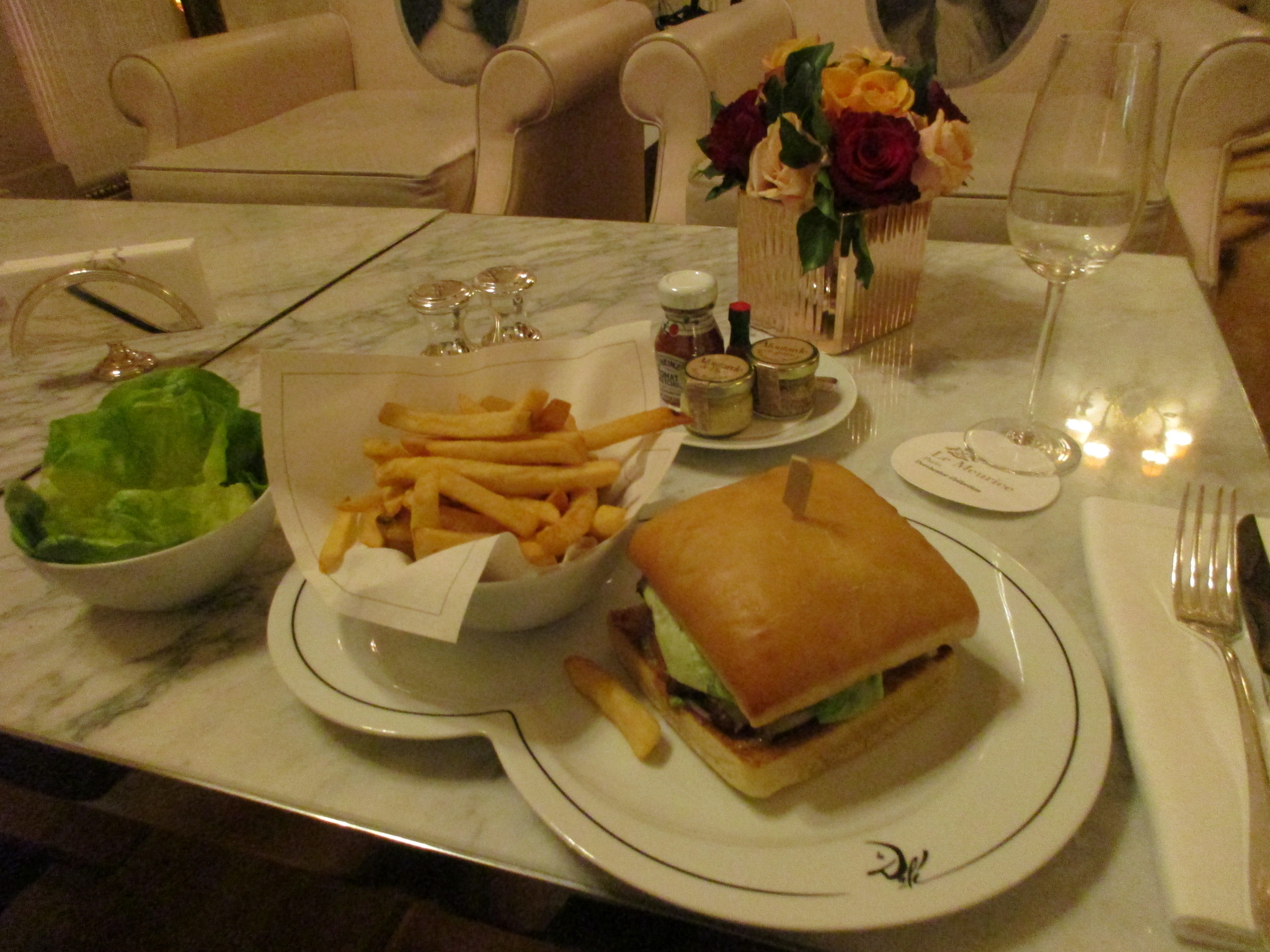